# 4. slovenska narodnoosvobodilna udarna brigada »Matija Gubec«
Za druge 4. brigade glejte 4. brigada.
4. slovenska narodnoosvobodilna udarna brigada »Matija Gubec« je bila brigada v sestavi Narodnoosvobodilne vojske in partizanskih odredov Jugoslavije in ki je delovala med drugo svetovno vojno.

## Zgodovina
V Roški ofenzivi se je bojevala na Dolenjskem z belogardisti pri vaseh Drečje in Blečje Vrhe 5. septembra, pri Svetem Križu in Škocjanu 2. septembra- 5. oktobra, z italijanskimi silami na Pristavi 14. oktobra, v napadu na belogardistični trdnjavi Polica 19. oktobra in Primskovo 22. oktobra. Brigada, ki je takrat delovala v Suhi krajini, je 12. 11. uničila belogardistično utrdbo Ajdovec. decembra je sodelovala v hudih bojih okoli Žumberka 22.–24. decembra in uničila italijansko posadko v vasi Dobu 26.–27. decembra 1942.
Januarja 1943 se je bojevala z belo gardo v dolini reke Temenice, sodelovala v bojih na Žumberku od 29. januarja do 2. februarja 1943 in pri zajetju italijansko-domobranskega trdnjava v Draganićih južno od Jastrebarskeg 9-11. februar. V drugi polovici marca je sodelovala v hudih bojih z močnimi italijanskimi silami v Suhi krajini in na Veliki Gori pri Jelenovem Žlebu. V začetku junija se je spopadla z nemškimi silami na območju vasi Javorje, Debeče, Osredek, nato pa z italijanskimi silami pri Dobrniču, Dobravi, Čatežu, Dvoru. Ko je 13. julija 1943 15. divizije NOVJ, vstopila v njen sestav pod novim imenom »4. slovenska narodnoosvobodilna udarna brigada »Matija Gubec««.
Med kapitulacijo Italije je septembra 1943 skupaj s Peto brigado »Ivan Cankar« razorožila Italijane, ki so zavarovali železniško progo Novo Mesto-Trebnje in Trebnje-Mokronog. S prihodom novih borcev je brigada narasla na preko 1000 ljudi. Zagotovil je številne starešine in veterane za oblikovanje novih brigad. Posebej se je odlikovala v bojih proti nemškim silam v oktobrski ofenzivi, v blokadi nemške garnizije v Novem mestu od novembra 1943 do začetka februarja 1944, v boju s nemška motorizirana kolona pri Trebelnem in Črešnjici 14.-15. aprila, pri zasedbi Dobrave 20. aprila-1. maja, Žužemberka 2.-4. maja in Mirna Peči 19.-20. maja, v bojih z nemškimi in slovenskimi domobranci na Notranjski 13.-18. junija, pri zavzetju Kresnice in utrjenega gradu Poganek ter rušenju železniškega mostu čez Savi 3 km severno od Litije, 20. september 1944.
Leta 1945 se je uspešno bojevala z nemškimi in domobranskimi silami v Suhi krajini in okolici Novega mesta, nato pa sodelovala pri osvoboditvi Kočevja 2-3. maja in Ljubljana 7.-8. maj.
Odlikovana je bila z redom narodne osvoboditve, redom partizanske zvezde in redom bratstva in enotnosti.

## Organizacija
- štab
- 3x bataljon